# Jineologi
Jineologi (kurdisk: jineolojî), "læren om kvinder," eller "kvinders videnskab" (også kendt som "kurdisk feminisme") er en form for feminisme udviklet og praktiseret i Rojava, samt i Kurdistans arbejderparti (PKK), og den mere overordnede paraplyorganisation Koma Civakên Kurdistan (KCK).
Den grundlæggende idé med jineologi er opgør med den årtusinder lange patriarkalske tradition, der med sine æresbaserede regler undertrykker kvinder i regionen, og ifølge proponenter har sin opkomst i Mesopotamien. Men regionen har også sine modeksempler i bl.a. den del af neolitisk historie, hvor kvinder nød langt større frihed end i dag.
Devisen i jineologi er, at "et land ikke kan være frit, medmindre kvinderne er frie" og at niveauet for kvindernes frihed bestemmer samfundets grad af frihed.
Jineologi er en af de styrende idéer i den Nordsyriske demokratiske Føderation, der også er kendt som Rojava.

## Jineologi i praksis
Jineologi er et af omdrejningspunkterne i den sociale revolution, der finder sted i Rojava, og en vigtig ideologisk brik i de betydelige fremskridt i kønsrelationerne den har båret med sig. Kvinder udgør fx 40% af den kurdiske milits, der kæmper mod Islamisk Stat (ISIS), Tyrkiets væbnede styrker og den tyrkisk-støttede del af Den Frie Syriske Hær i den Syriske borgerkrig. Kvinder kæmper side om side med mænd i Folkets forsvarsenheder (YPG), såvel som i deres egen Kvindernes forsvarsenheder (YPJ). I de områder af i Syrien, der er omfattet af det demokratiske unionsparti (PYD), er de lokale politiske råd sammensat med mindst 40% af hvert køn, og ledende embeder i politik, universiteter, politi eller militær er besat af både en mand og en kvinde. I Tyrkiet praktiserer de politiske partier HDP og BDP også begge denne form for sikring af den politiske ligestilling mellem kønnene. Begge partier har øverste poster besat af både en mand og en kvinde.
Sigtet med jineologi, at "forsøge at bryde med de æresbaserede, religiøse regler, der begrænser kvinder" har vakt kontrovers i de konservative lag af samfundene i det nordlige Syrien. Udviklingen af jineologi er en af fem søjler i den kurdiske kvindebevægelse i Rojava sammen med paraplyorganisationen Kongreya Star, der fokuserer "på at beskytte hinanden, bekæmpe Islamisk Stat og opbygge et egalitært samfund midt i en krigszone." Jineologi er også blandt den række af kurser, der udbydes på Kongreya Stars kvindeakademi.

## Eksterne links
- "Crackdown in Turkey Threatens a Haven of Gender Equality Built by Kurds", The New York Times, December 2016